# صالح العجيلي
كان صالح العجيلي عضوًا في البرلمان العراقي قتل في هجوم بالقنابل عام 2008 في مدينة الصدر. كان العجيلي ينتمي إلى كتلة الصدر في البرلمان العراقي.

## مواقف سياسية
في حديث قبل عام من اغتياله، أعرب العجيلي عن دعمه المؤهل لحكومة رئيس الوزراء نوري المالكي: 
 "كتلة الصدر لا تسعى لتغيير رئيس الوزراء.... نحن لا نؤمن بالانسحاب من التحالف الشيعي الموحد. نحن لا ندعي أن هذا التحالف هو الأفضل، لكنه الأفضل بين ما هو متاح الآن. " 